# 10-й піхотний полк (Стара прусська армія)

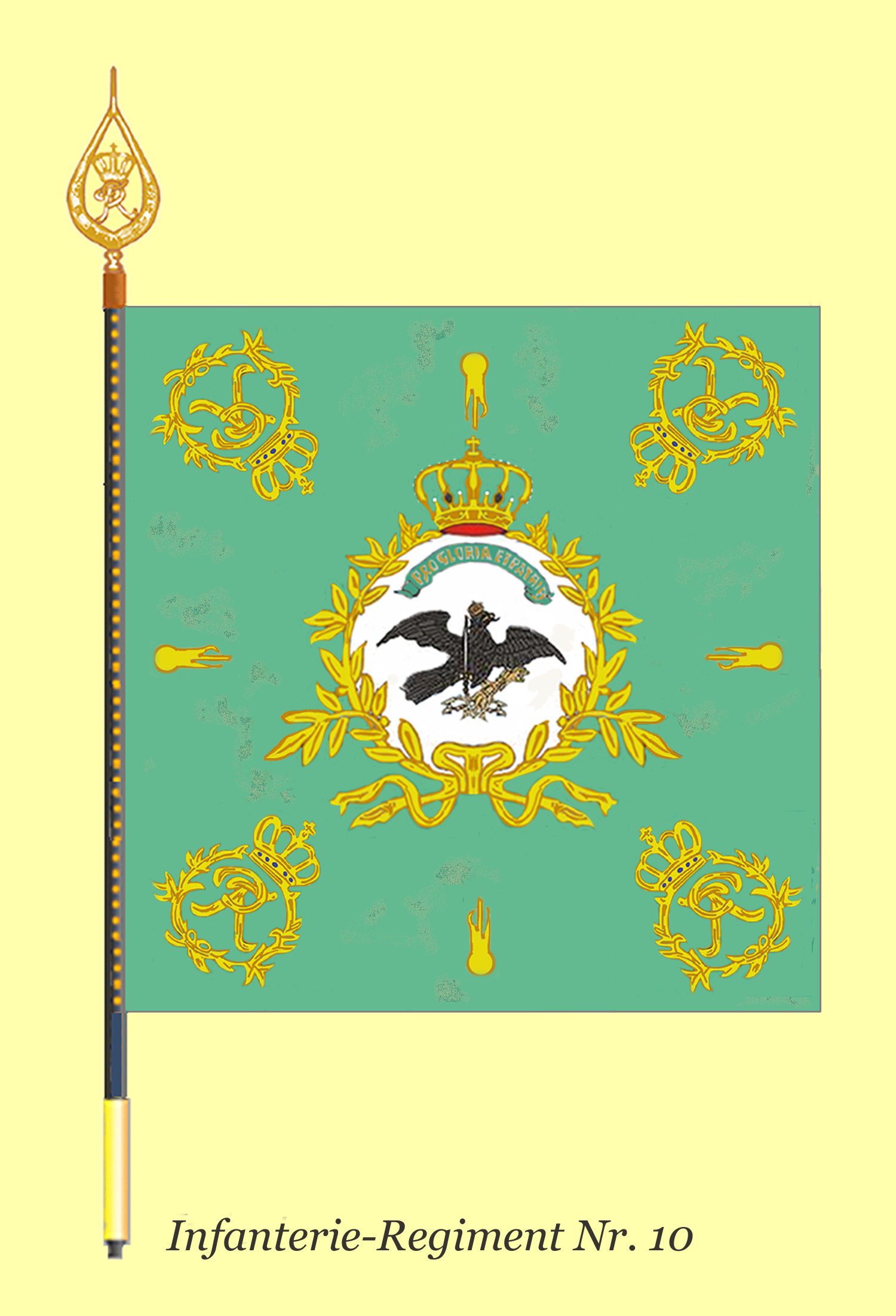
Прапор полку (1761).

10-й піхотний полк (нім. Infanterie Regiment No. 10) — піхотний полк у старій прусській армії. Заснований у травні 1683 року курляндським принцом Олександром Кеттлером у Східній Пруссії як курляндський піхотний батальйон. 1685 року перетворений на «Курляндський піхотний полк» (Kurland zu Fuß). Згодом реорганізований у 10-й піхотний полк збройних сил Бранденбург-Пруссії і Прусського королівства. Розквартировувався в Герфорді та Білефельді, на території Равенсберзького графства, Вестфалія. Солдати до полку набиралися первісно з території Східної Пруссії та Курляндського герцогства. З часом основу полку складали вестфальці з Равенсбергу та князівства Мінден. Уніформа полку мала жовті вилоги, а головні убори — жовті прикраси, за що отримав прізвисько «Жовтий полк» (das gelbe Regiment). Мав прапор кольору морської хвилі. Брав участь у Великій турецькій війні 1683—1699 років, Війні за іспанську спадщину 1704—1714 років, Війні за австрійську спадщину 1740—1748 років, Семирічній війні 1756—1763 років. Втратив майже весь особовий склад у битвах проти австрійців і росіян при Кунерсдорфі та Каю 1759 року. Востаннє брав участь у Наполеонівських війнах. 16 жовтня 1806 року капітулював в Ерфурті, в ході війни з французами.

## Назва
- 1683 — 1685: Курляндський піхотний батальйон
- 1685: Курляндський піхотний полк (нім. Kurland zu Fuß)
- 10-й піхотний полк (нім. Infanterie Regiment No. 10)
- Жовтий полк (нім. das gelbe Regiment)
- Кноблохська піхота

## Прапори
У 1680-х роках Курляндський піхотний полк використовував червоний прапор із курляндським левом на срібному щиті.
Прапором полку було квадратне полотнище кольору морської хвилі, центр якого прикрашав коронований герб Прусського королівства із чорним орлом на білому тлі. По кутах полотнища розташовувалися 4 вензелі прусського монарха, а між ними, хрестоподібно, — 4 вогні.

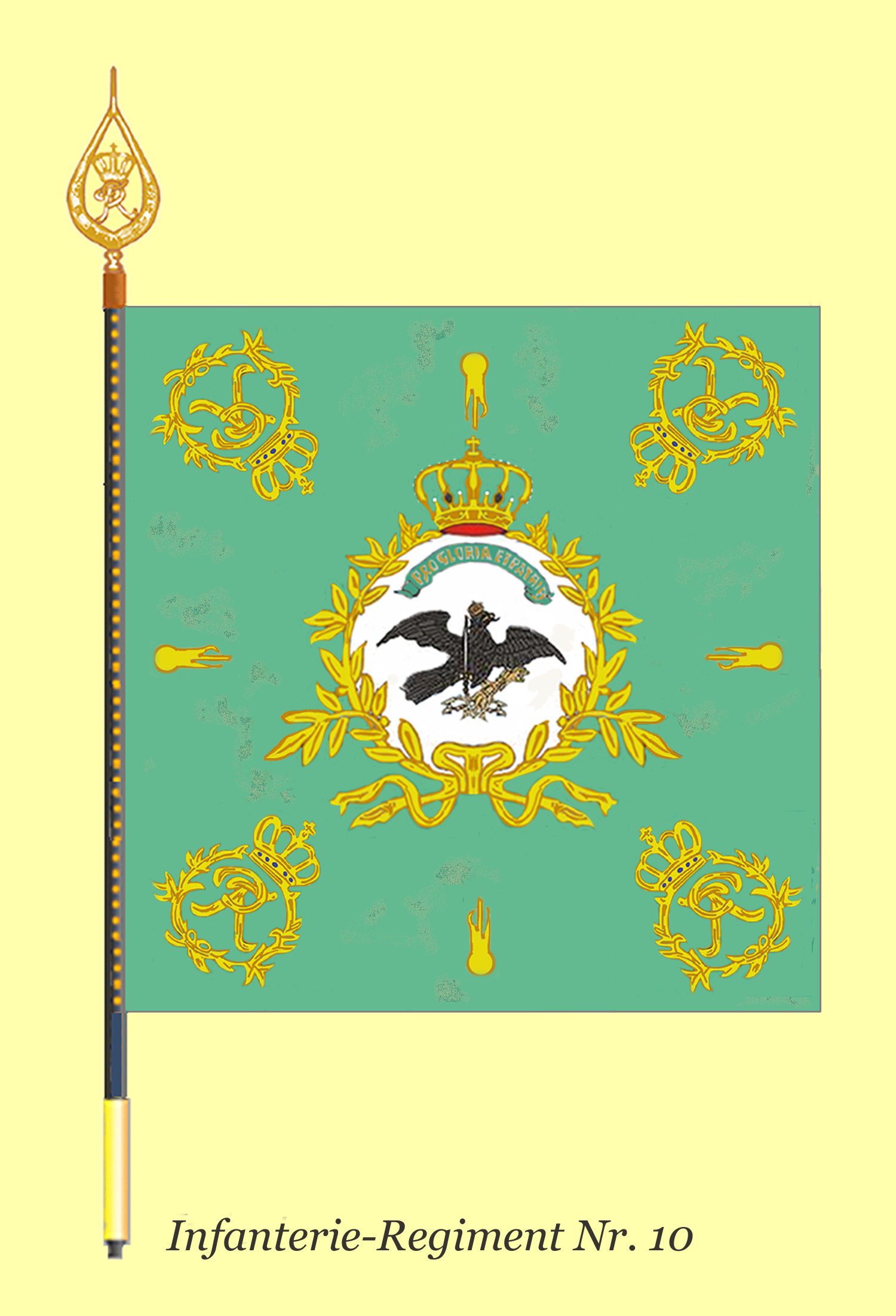
Прапор (1761)
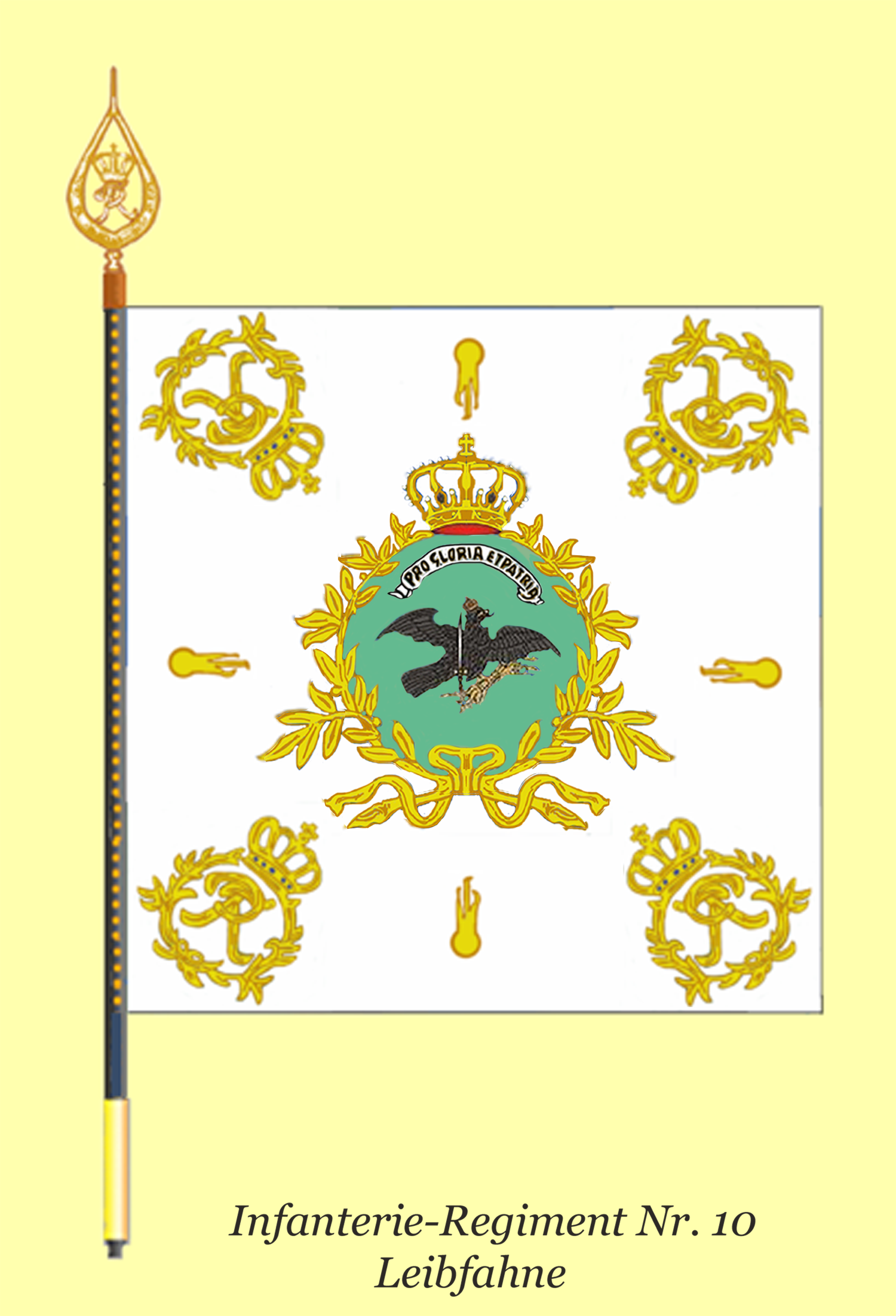
Королівський прапор

## Війни

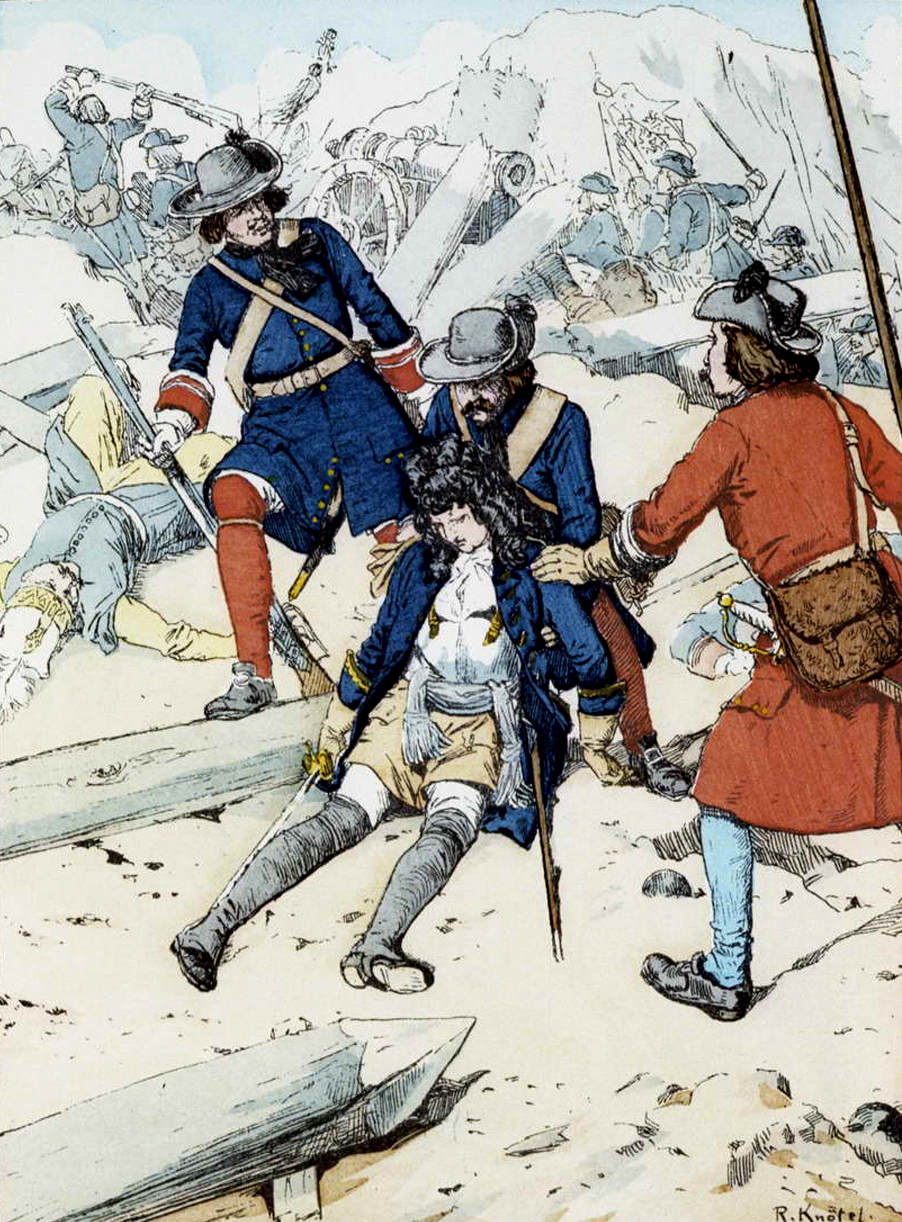
Уніформа полку (1686).

- Велика турецька війна 1683—1699
Облога Буди (1686)

## Командири
- 1683, травень: Олександр Кеттлер, курляндський принц, полковник;
- 1686.9.2: Фердинанд Кеттлер, курляндський принц, полковник;
- 1689: Фрідріх фон Гайден, барон, генерал-майор, згодом — генерал від інфантерії;
- 1703: Фрідріх Гессен-Кассельський, гессен-кассельський архіпринц, генерал-лейтенант, згодом — генерал від кавалерії;
- 1714.1.11: Георг Гессен-Кассельський, гессен-кассельський принц, генерал-майор, згодом — генерал-лейтенант;
- 1730.5.27: Дітріх Ангальт-Дессауський, ангальт-дессауський принц, полковник, згодом — генерал-фельдмаршал і князь;
- 1750.12.31: Дітріх-Ергард фон Кноблох, полковник, згодом — генерал-майор;
- 1757.5.12: Готтлоб-Ернст фон Панвіц, генерал-майор;
- 1759.2.10: Фрідріх-Вільгельм фон дер Мозель, генерал-майор;
- 1768.1.19: Еггерт-Християн фон Петерсдорфф, полковник;
- 1781.5.22: Сильвіус-Фердинанд Стволінський, полковник;
- 1787.7.5: Фрідріх-Вільгельм-Сигізмунд фон дер Марвіц, генерал-майор;
- 1788.12.1: Фрідріх-Гісберт-Вільгельм фон Ромберг, барон, генерал-майор, згодом — генерал-лейтенант і управитель Штеттіна;
- 1799.7.10: Вільгельм-Альберт фон Бурггаген, генерал-майор;
- 1799.10.1: Готтліб-Еренрайх фон Бессер, генерал-майор;
- 1803.12.20: Карл-Олександр фон Веделль, полковник.

## Оцінка
- 1714 року Фрідріх II Великий називав полк «грубим, але надійним» (нім. grob, aber zuverlässig)[2]